# John Gummer

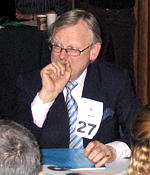
John Gummer (2006)

John Selwyn Gummer, Baron Deben (* 26. November 1939 in London) ist ein britischer Politiker und Life Peer. Er ist Vorsitzender des Committee on Climate Change.

## Biografie
Nach dem Schulbesuch absolvierte er ein Geschichtsstudium am Selwyn College der University of Cambridge.
Seine politische Laufbahn begann er 1970 als Kandidat der Conservative Party mit der Wahl zum Abgeordneten des Unterhauses, in dem er den Wahlkreis Lewisham West vertrat. Nach seiner Niederlage bei der Unterhauswahl 1974 verlor er dieses Mandat, wurde jedoch 1979 erneut zum Mitglied des House of Commons für den Wahlkreis Eye gewählt. Seit 1983 ist er Mitglied des Unterhauses für den Wahlkreis Suffolk Coastal.
1983 wurde er als Staatsminister für Arbeit in das Kabinett von Premierministerin Margaret Thatcher ernannt. Nach einer Kabinettsumbildung war er von 1984 bis 1985 Generalzahlmeister (Paymaster General). Während dieser Zeit war er auch bis 1989 Vorsitzender (Chairman) der Conservative Party.
1989 wurde er als Minister für Landwirtschaft, Fischerei und Ernährung wieder in die Regierung Thatcher berufen und behielt dieses Amt auch in der nachfolgenden Regierung von Premierminister John Major bis 1993. Nach einer Umbildung des Kabinetts war Gummer zwischen 1993 und 1997 Umweltminister (Secretary of State for the Environment).
2012 wurde Gummer zum Vorsitzenden des Committee on Climate Change bestimmt. Nach seiner ersten Amtsperiode wurde er 2017 erneut für weitere fünf Jahre im Amt bestätigt.
2018 erhielt den Gummer einen Ehrendoktor der University of East Anglia.
Er ist Ratsmitglied im World Future Council.

## Mitgliedschaft im House of Lords
Gummer wurde am 21. Juni 2010 zum Life Peer als Baron Deben, of Winston in the County of Suffolk, ernannt. Seine Antrittsrede im House of Lords hielt er am 21. Juli 2010.
Als seine politischen Interessen gibt er auf der Webseite des House of Lords Europäische Angelegenheiten und Umweltpolitik an.

## Kritik
2009 war Gummer beteiligt am Spesenskandal im britischen Parlament. Er hatte Spesen für knapp 30 000 Pfund abgerechnet, die private Gartenarbeiten betrafen. Gummer zahlte 2010 diesen Betrag zurück.
Gummer wird vorgeworfen, als Vorsitzender des CCC gegen Regelungen zur Offenlegung von Interessenskonflikten verstoßen zu haben. Er soll mehr als 600 000 Pfund von grünen Unternehmen erhalten und diese Zahlungen verschwiegen haben. Mindestens neun Unternehmen hätten Grummer bezahlt, die durch Subventionen der Regierung unterstützt werden.

## Veröffentlichungen
Gummer, der 1992 von der Church of England zum Katholizismus konvertierte, war auch Autor mehrerer Fachbücher, in denen er sich mit Fragen der Gesellschaft, Politik und Religion befasste. Zu seinen Veröffentlichungen gehören:
- "When the Coloured People Come" (1966)
- "To Church with Enthusiasm" (1969)
- "The Permissive Society: Fact or Fantasy?" (1971)
- "Faith in Politics: Which Way Should Christians Vote?" (1987)
- "Christianity and Conservatism" (1990)